# Dygnitarz na tratwie
Dygnitarz na tratwie (org. Верные друзья) – komedia obyczajowa produkcji radzieckiej z 1954 roku w reżyserii Michaiła Kałatozowa, na podstawie powieści Aleksandra Galicza.
Film był hitem kasowym w ZSRR. W pierwszym roku emisji (1954) obejrzało go blisko 40 mln widzów, dając mu 7. miejsce  w rankingu krajowym.

## Opis fabuły
Saszka, Borka i Waśka to trzej przyjaciele, którzy w dzieciństwie dużo czasu spędzają nad rzeką. Obiecują sobie opłynąć kiedyś świat dookoła. Po latach, już jako dorośli ludzie, są uznanymi i utytułowanymi fachowcami w różnych dziedzinach: Saszka to znany profesor weterynarz, Borka jest doskonałym moskiewskim chirurgiem, a Waśka to prawdziwy dygnitarz – architekt, moskiewski decydent, profesor i członek akademii nauk. Saszka i Borka postanawiają zrealizować dawny pomysł, jednak w trochę mniejszym wymiarze. Odnajdują zapracowanego Waśkę i namawiają na rejs po jednej z rosyjskich rzek. Dygnitarz oczekuje podróży statkiem w luksusowych warunkach, jednak dwaj przyjaciele robią mu "dowcip" – w miejscu, który jest początkiem ich podróży oczekuje na nich prosta tratwa z najniezbędniejszym ekwipunkiem. To właśnie na niej trzej przyjaciele rozpoczynają swoją podróż. Ich jedyne pożywienie to złowione ryby i kupione po drodze skromne zaopatrzenie. Cała eskapada obfituje w wiele przygód i nieoczekiwanych sytuacji. W pewnym momencie przyjaciele tracą nawet zniesioną prądem tratwę i lądują na "bezludnej wyspie" – łasze piachu na środku rzeki. Saszka odnajduje swoją wielką miłość sprzed lat, Borka bierze udział w skomplikowanej operacji jednej z ciężko rannych podczas pożaru kołchoźnic, a sam Waśka zostaje na skutek nieporozumienia oskarżony przez lokalną milicję o przywództwo szajce przestępców. W końcu wszystko się dobrze kończy, a wspólne przeżycia jeszcze mocniej cementują ich przyjaźń.

## Obsada aktorska
- Aleksandr Borysow – Aleksandr Łapin, profesor-weterynarz
- Boris Czirkow — Borys Czyżow, moskiewski chirurg
- Wasilij Mierkuriew – Wasilij Niestratow, dygnitarz
- Jelena Wolska – sekretarka Niestratowa
- Aleksiej Gribow – kierownik budowy Niechoda
- Ludmiła Gienika – Masza, lekarz w szpitalu w Osokino
- Gieorgij Gieorgiu – sekretarz Niestratowa
- Lilija Gricenko – weterynarz Natalia
- Kławdija Kozlienkowa – pielęgniarka
- Aleksandr Lebiediew – marynarz na "Jermaku"
- Jurij Sarancew – Sierioża, sternik na "Jermaku"
- Władimir Andriejew – komsomolec
- Siergiej Jurtajkin – komsomolec
- Jurij Leonidow – marynarz, zapraszający do klubu
- Wasilij Kornukow – marynarz, przedstawiciel klubu
- Alieksiej Pokrowski – milicjant
- Michaił Pugowkin – kierownik klubu, konferansjer
- Władimir Ratomski – stary marynarz na barce
- Nikołaj Smorczukow – sekretarz organizacji Komsomołu
- Konstantin Nassonow – gen. Isaczenko
- Alieksiej Dudorow – zastępca Niechody
- Ludmiła Szagałowa – Katia, technik-budowlaniec
- Gawrił Biełow – sternik na barce
- Iwan Kosych – człowiek na barce

i inni.

## Plenery
Film kręcony był w Moskwie, na peryferiach Rostowa nad Donem oraz w miasteczku Tarusa (obwód kałuski). W pierwszych scenach filmu, kiedy Saszka i Borka szukają swojego prominentnego przyjaciela, ukazane są m.in. sceny z budowy hotelu "Ukraina" i "Domu na Kotielniczeskoj nabierieżnoj" (należących do siedmiu bliźniaczych "wysokościowców", wzniesionych w Moskwie w stylu socrealistycznym w latach pięćdziesiątych).